# Eduard Hermann (Linguist)

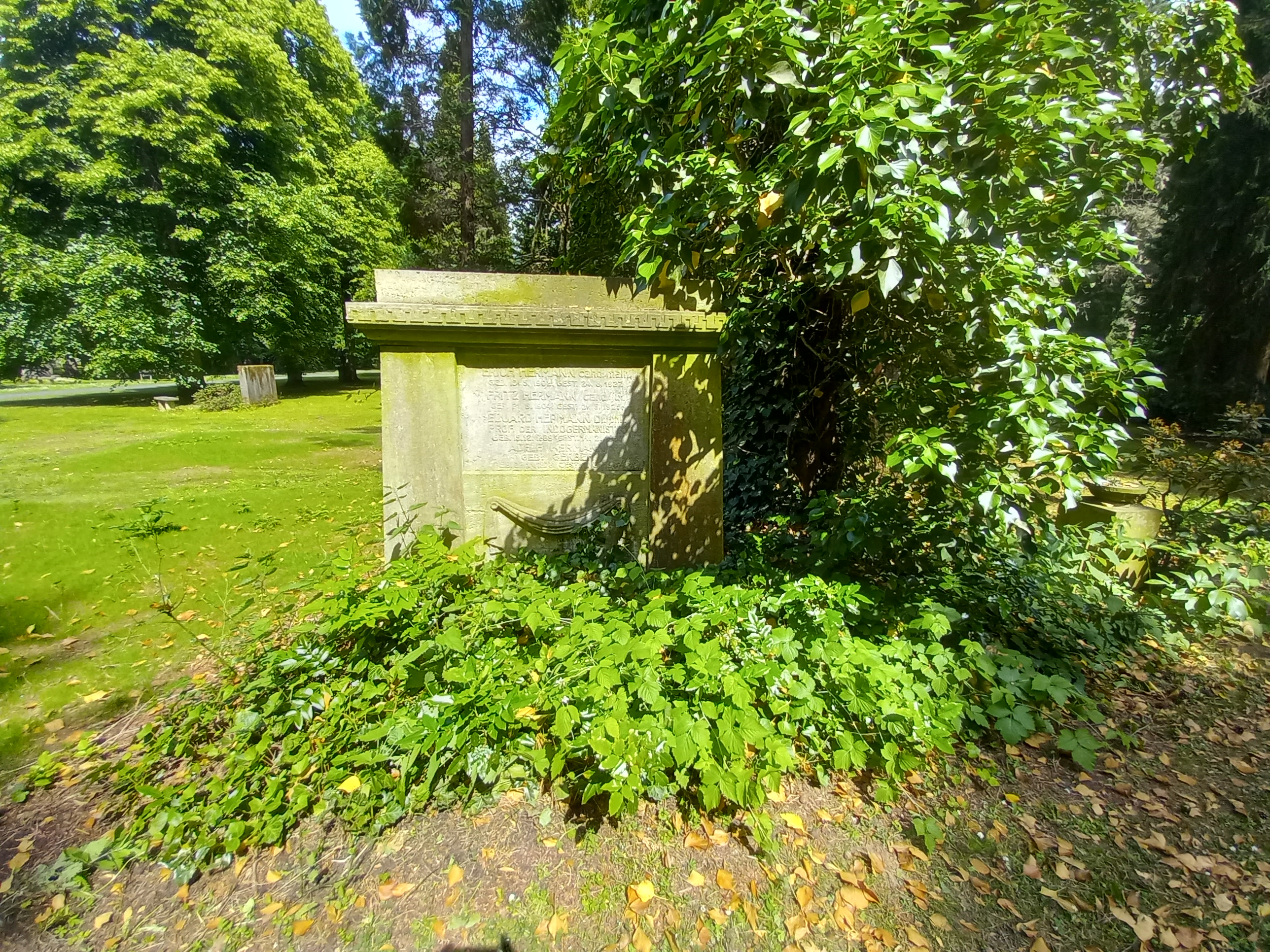
Das Grab von Eduard Hermann und seiner Ehefrau Adele geborene Gerber im Familiengrab auf dem Stadtfriedhof Göttingen

Eduard Hermann  (* 19. Dezember 1869 in Coburg; † 14. Februar 1950 in Göttingen) war ein deutscher Linguist. Er war von 1917 bis 1937 Professor an der Universität Göttingen.
Nach dem Studium in Leipzig, Freiburg und Jena u. a. bei Berthold Delbrück, bei dem er 1893 promovierte, arbeitete Hermann an verschiedenen Gymnasien in Coburg und Bergedorf. 1913 bekam er die für Indogermanistik eingerichtete außerordentliche Professur an der Universität Kiel, im folgenden Jahr wechselte er als Ordinarius nach Frankfurt am Main. 1917 wurde er als Nachfolger von Jacob Wackernagel nach Göttingen berufen. Seine Schwerpunkte richteten sich auf die litauische Sprache und andere baltische Sprachen, die er auf Reisen gelernt hatte, auf Homer, das Griechische und weitere indoeuropäische Sprachen. Daneben befasste er sich mit dem kindlichen Spracherwerb. Hermann fing als Anhänger der historisch orientierten Junggrammatiker an und wandelte sich zunehmend zum allgemeinen Sprachwissenschaftler. Im November 1933 unterzeichnete er das Bekenntnis der Professoren an den deutschen Universitäten und Hochschulen zu Adolf Hitler.

## Schriften (Auswahl)
- Sprachwissenschaftlicher Kommentar zu ausgewählten Stücken aus Homer (= Indogermanische Bibliothek. Abteilung 1: Sammlung indogermanischer Lehr- und Handbücher. Reihe 2: Wörterbücher. Bd. 1). Winter, Heidelberg 1914.
- Lautgesetz und Analogie (= Abhandlungen der Königlichen Gesellschaft der Wissenschaften zu Göttingen. Philologisch-historische Klasse. Neue Folge, Bd. 23, Nr. 3). Weidmannsche Buchhandlung, Berlin 1931.
- Was ein Sprachforscher über die sogenannte Sprache der Tiere zu sagen hat (= Nachrichten von der Gesellschaft der Wissenschaften zu Göttingen. Philologisch-historische Klasse. Fachgruppe 3: Allgemeine Sprachwissenschaft, östliche Kulturkreise. Neue Folge, Bd. 2, Nr. 2). Vandenhoeck & Ruprecht, Göttingen 1938.
- Was hat die indogermanische Sprachwissenschaft dem Nationalsozialismus zu bieten? In: Göttingische Gelehrte Anzeigen. Jg. 199 (1937), N. 2–3, S. 49–59.
- Probleme der Frage. In: Nachrichten von der Akademie der Wissenschaften in Göttingen (Göttingen: Vandenhoeck & Ruprecht). 1942.
- Herkunft unserer Fragefürwörter (= Sitzungsberichte der Bayerischen Akademie der Wissenschaften. Philosophisch-historische Abteilung, Jg. 1943, H. 3). Beck, München 1943.